# Morton Arboretum
El Arboreto Morton (en inglés : The Morton Arboretum) es un arboreto y jardín botánico de 1700 acres (6,9 km²) en Lisle, Illinois. 
El código de identificación del Morton Arboretum como miembro del "Botanic Gardens Conservation International" (BGCI), así como las siglas de su herbario es MOR.
El arboreto Morton fue clasificado en el 2007 como uno de los "AIA Illinois 150 Great Places" de Illinois.

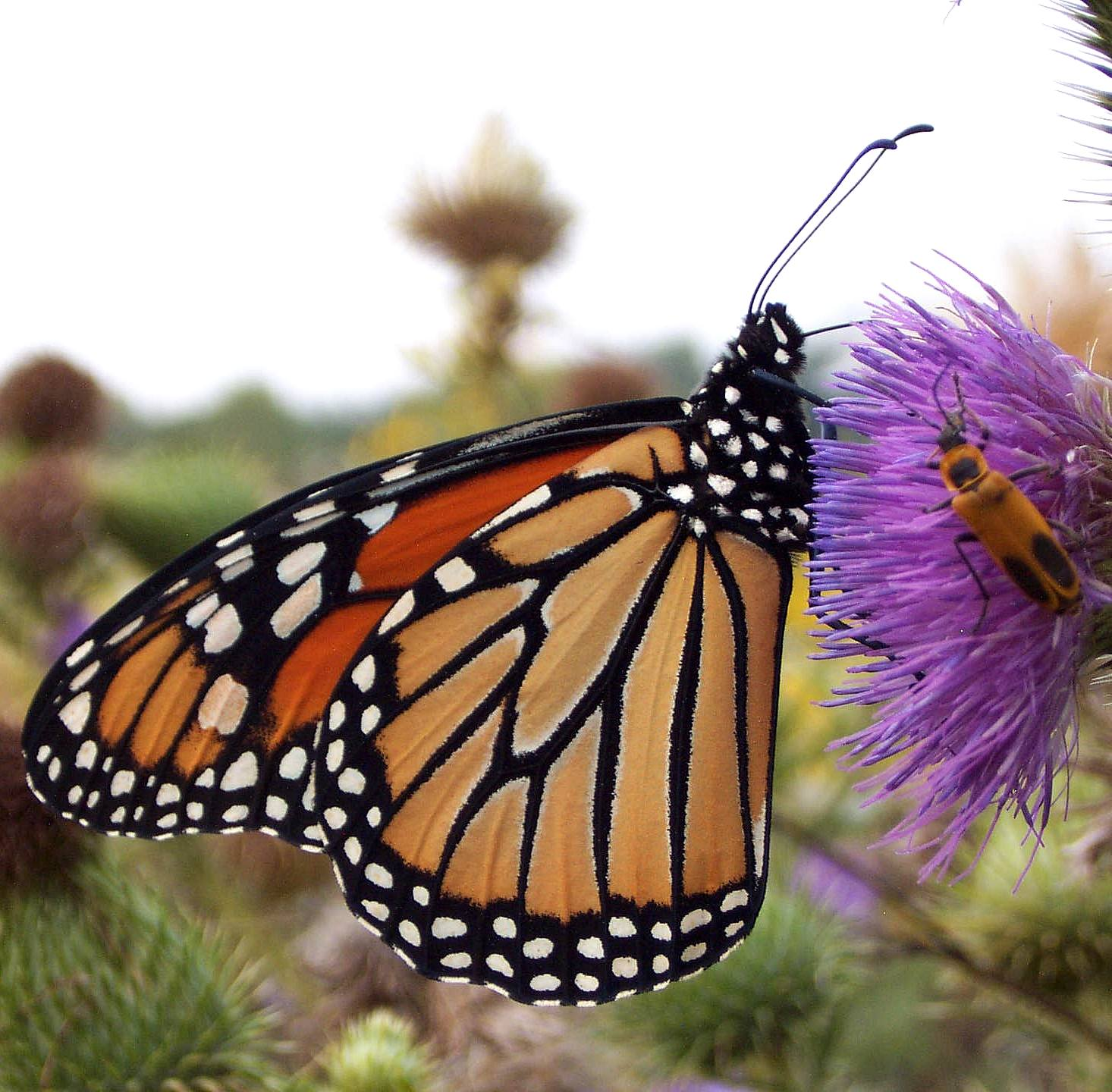
La mariposa monarca (Danaus plexippus) alimentándose sobre flor de Cirsium.

## Localización
The Morton Arboretum, 4100 Illinois Route 53, Lisle, DuPage county, Illinois IL 60532-1293 Estados Unidos de América.
Planos y vistas satelitales.41°49′0.74″N 88°4′7.72″O / 41.8168722, -88.0688111
- Promedio anual de lluvia: 902 mm
- Altitud: 201 m s. n. m.

El arboreto está generalmente abierto al público todos los días del año excepto los días de Acción de Gracias y Navidad.

## Historia
El arboretum fue creado el 14 de diciembre de 1922 por Joy Morton, dueño de la compañía Morton Salt.
La finca de Joy Morton que ya poseía en 1910, formó la base del área original del Arboretum. 
El padre de Sr. Morton Julius Sterling Morton fue el fundador del día del árbol en los EE. UU..

## Colecciones
Este arboreto alberga 9055 accesiones de plantas vivas con 4132 taxones cultivados, y se compone de jardines de varios tipos de plantas y colecciones de árboles de áreas taxonómicas y geográficas específicas. 
En todos, hay sobre unas 185.000 plantas catalogadas, así: 
- Incluye zona de bosque nativo preservado.[4]
- "The Schulenberg Prairie", Pradera de Illinois restaurada, es una de las mayores praderas de hierbas altas restauradas del área suburbana de Chicago.[5]
- Arboretum, tiene sobre unas 4.000 variedades de árboles y arbustos de las zonas templadas del mundo, olmos (especialmente especies asiáticas), especies norteamericanas de Malus, robles, arces, taxones norteños de Illinois, Pinaceae y Cupressaceae, taxones recogidos salvajes de China, Estados Unidos (Medio oeste, Ozarks y Apalaches), Europa y praderas del Cáucaso. El arboreto tiene 14 millas de senderos de paseo y nueve millas de caminos.
- Colecciones de plantas raras y en peligro de extinción
- "Children's Garden" un jardín interactivo de unos 4 acres para los niños."[6]
- "Maze Garden" (jardín del laberinto), de un acre.
- Jardín de fragancias
- Jardín cubierto
- Jardín vallado
- Herbario con 176.000 especímenes.

Algunos de los especímenes del Morton Arboretum..

Especímenes
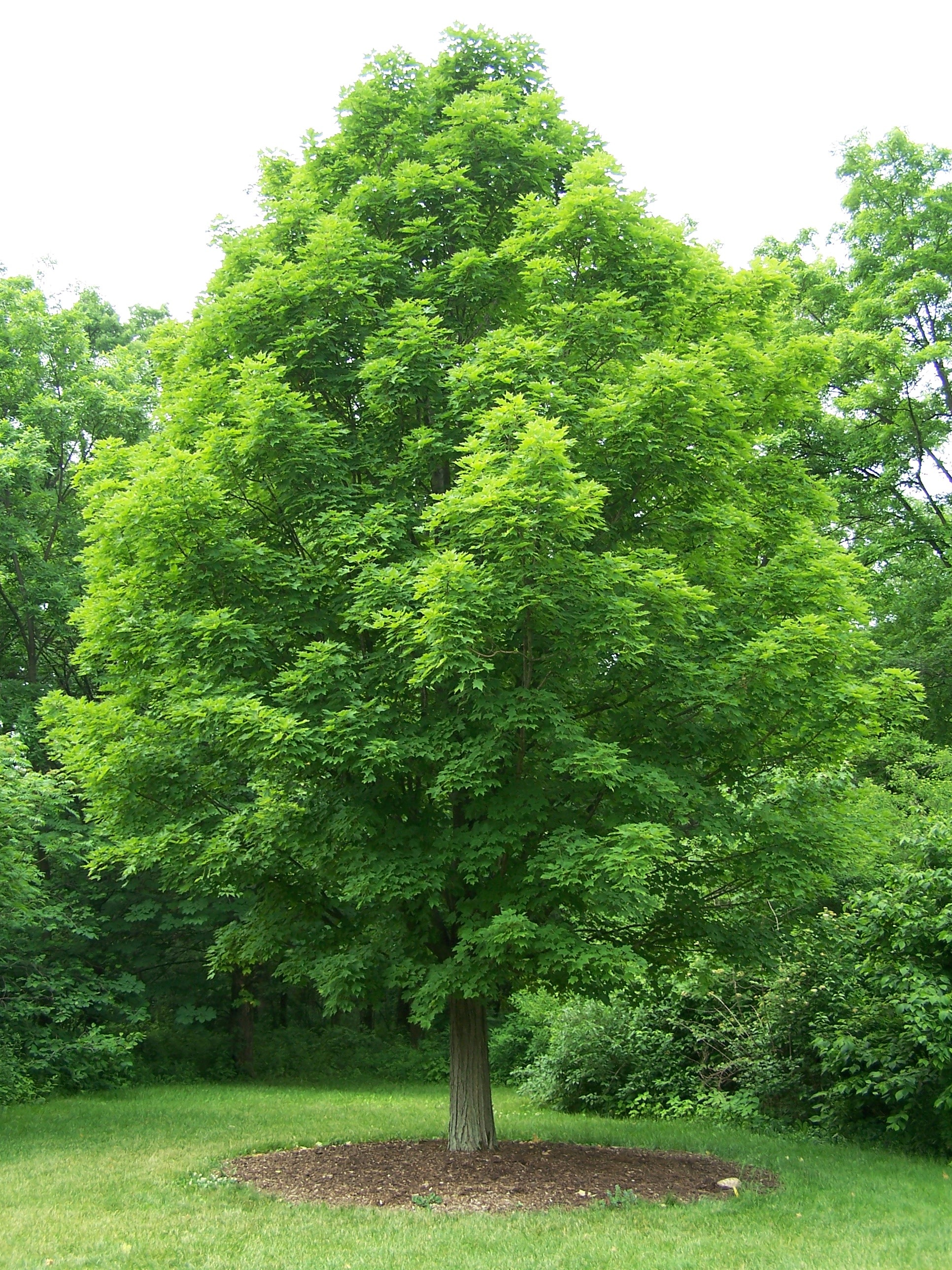
Acer saccharum.
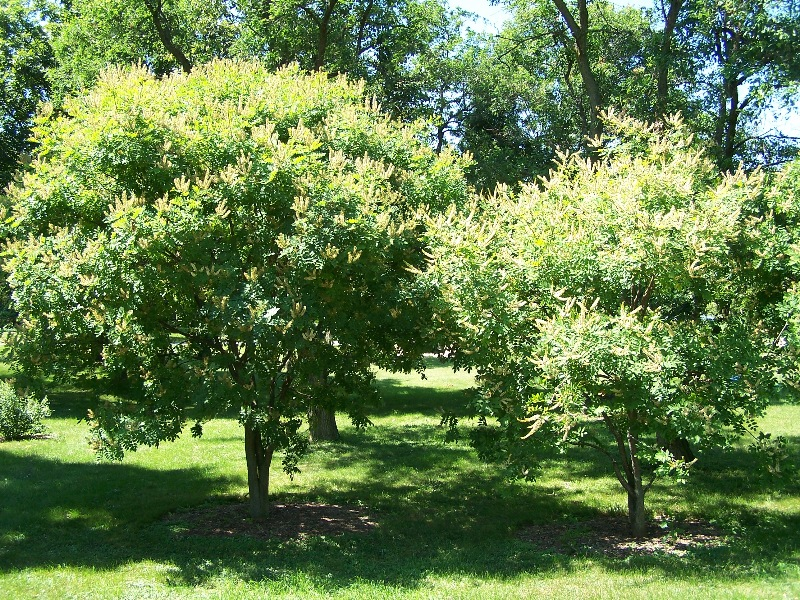
Maackia amurensis.
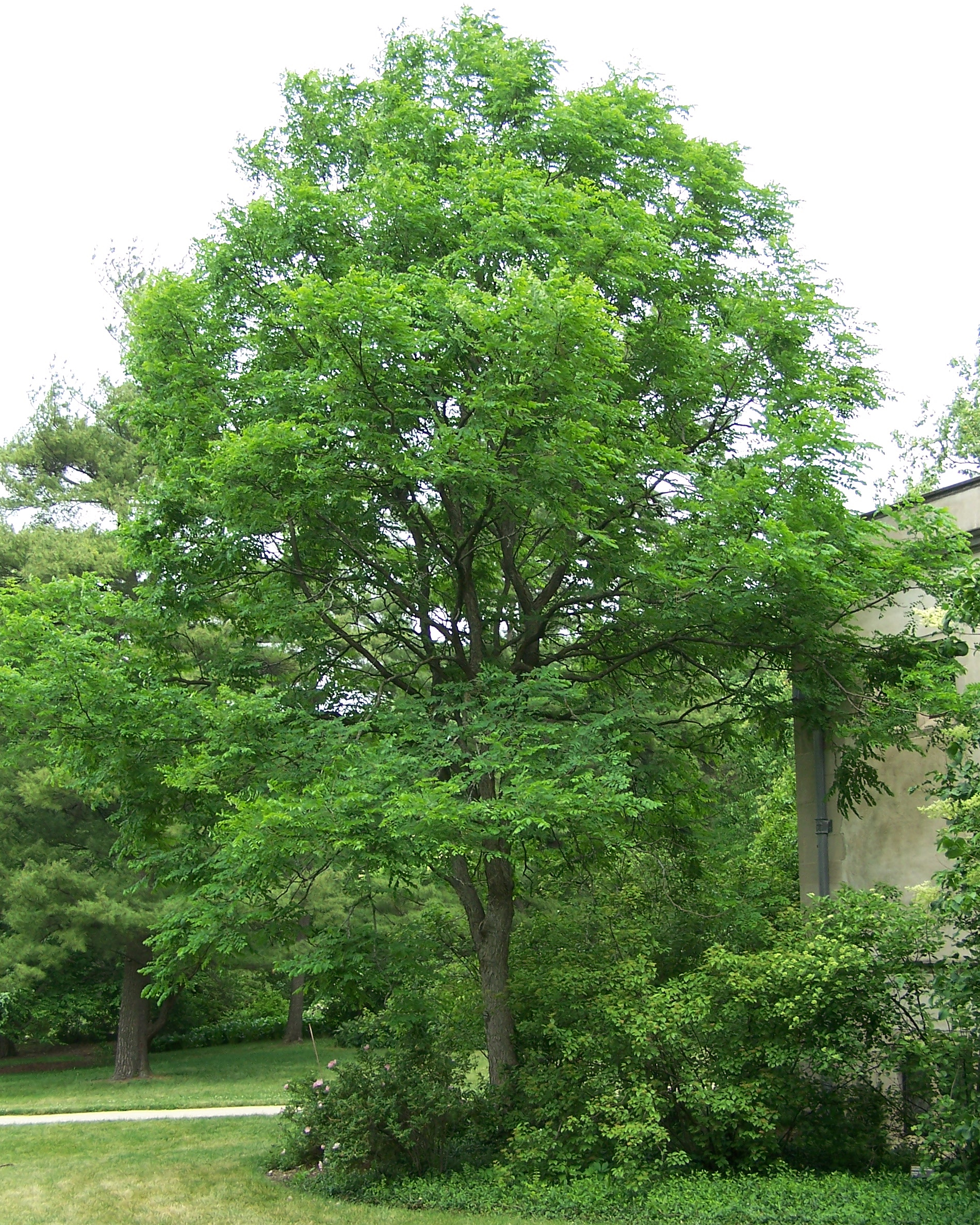
Gymnocladus dioicus.
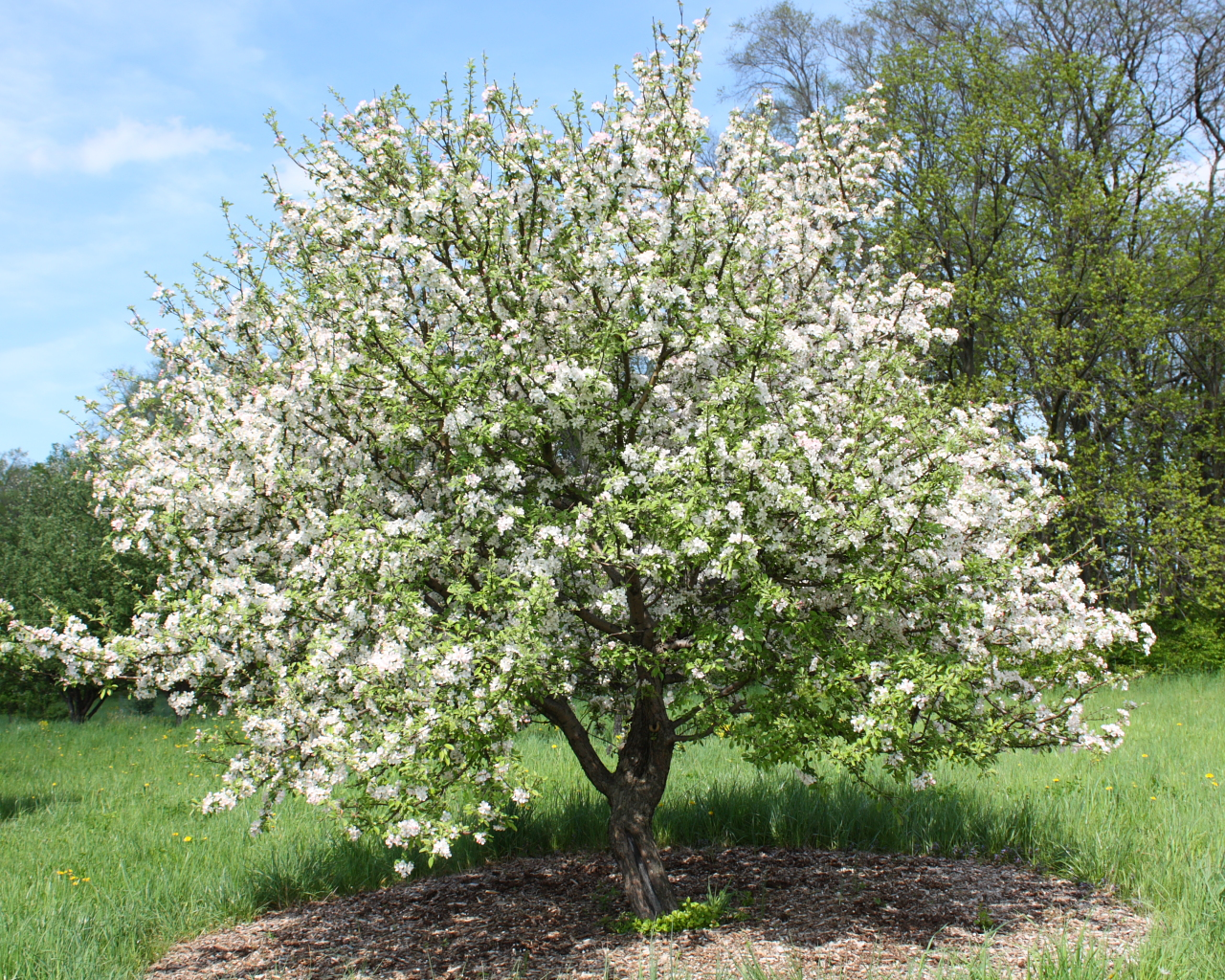
Malus prunifolia.
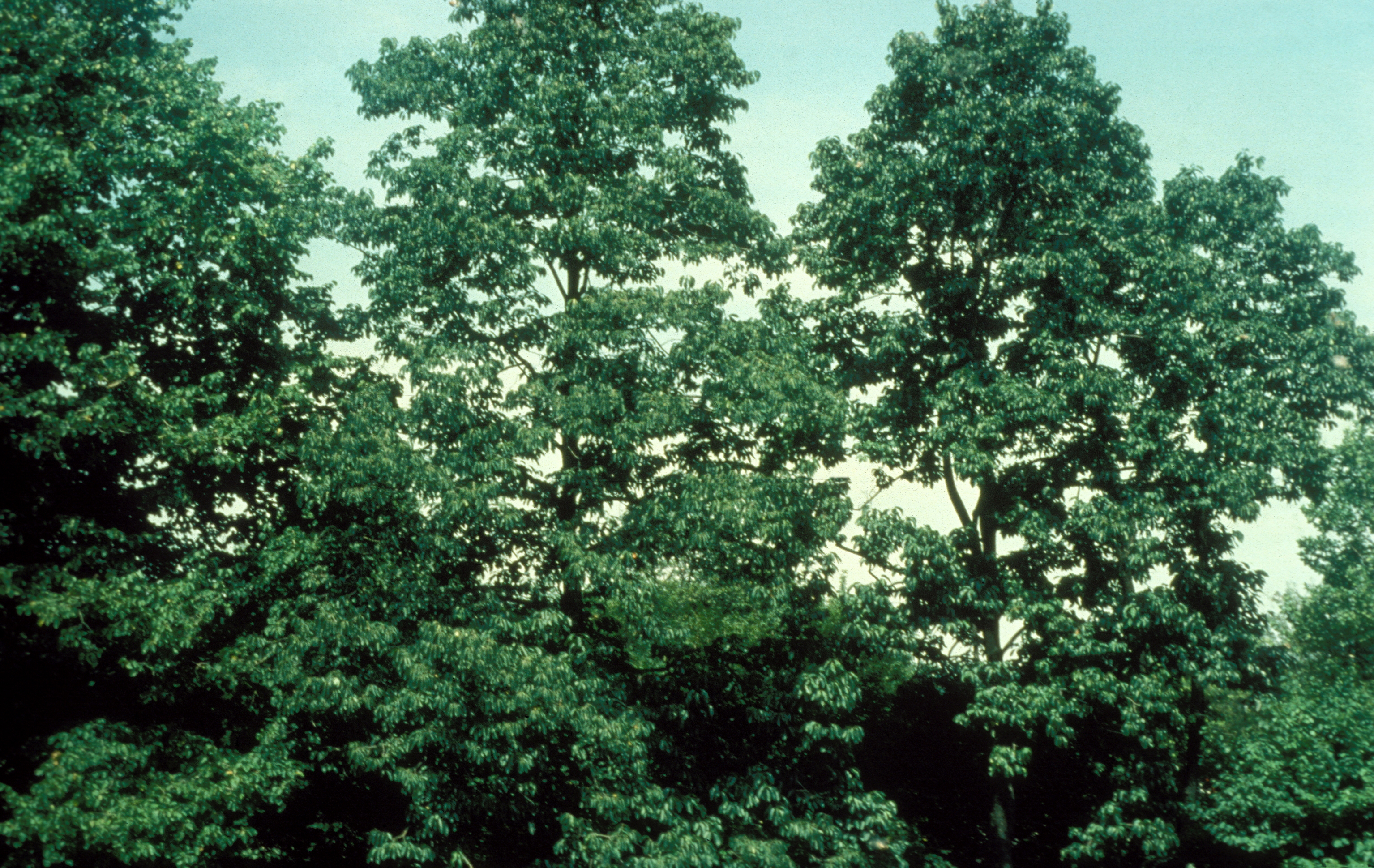
Nyssa sylvatica.
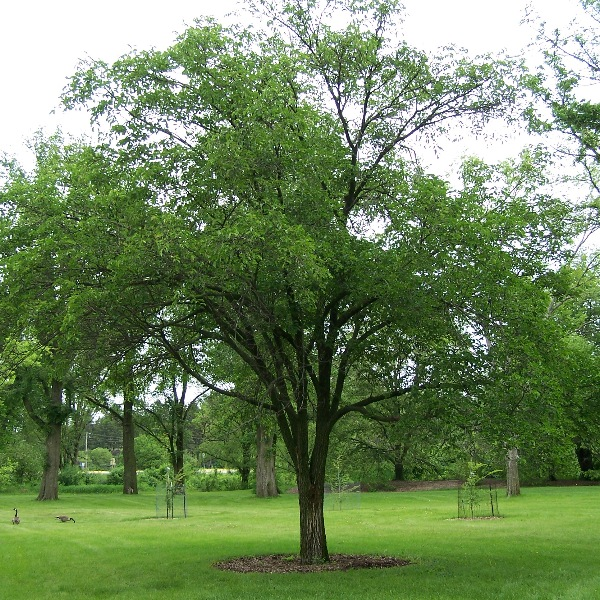
Ulmus macrocarpa.

## Actividades
Los objetivos del Morton Arboretum son los de recoger por el mundo y estudiar, árboles, arbustos, y otras plantas, para exhibirlas a través de paisajes recreados del modo más natural, para que la gente los estudie y pueda aprender cómo cultivarlos de la manera que realcen nuestro medio ambiente. 
Otra de sus metas es animar al público en general a cultivar y conservar los árboles y otras plantas para un mundo más verde, más sano, y más hermoso.
En tal sentido se encuentra :
- El Index Seminum que edita periódicamente el Arboretum
- Asociación de amigos del Arboretum
- Diferentes cursos que el Arboretum oferta a lo largo del año un programa de educación tanto para los niños y como para los adultos en varias áreas incluyendo la horticultura, la historia natural, el arte botánico, la fotografía de la naturaleza y la ornitología.

## Biblioteca Sterling Morton
Diseñada por el reconocido arquitecto de Chicago Harry Weese, the Sterling Morton Library (La Biblioteca Sterling Morton) fue construida en 1963, y se encuentra situada en el lado este del Morton Arboretum adyacente al edificio de la administración. Construida para contener los muchos recursos del arboreto, este edificio honra la memoria de Sterling Morton, hijo del fundador, Joy Morton.
Los contenidos actuales de la biblioteca incluyen unos 25.000 volúmenes de libros y revistas, así como cientos de miles de artículos no literarios incluyendo grabados, arte, cartas, fotografías, planos de paisajismo y dibujos originales. 
Las colecciones se centran en las ciencias referentes a las plantas, especialmente en el cultivo de árboles y arbustos, así como el diseño de un paisaje, la ecología con un interés especial en los ecosistemas de las praderas del medio oeste, sabanas, bosques, y humedales, historia natural y su arte e ilustración, historia del arte y las técnicas empleadas. Los temas animales incluyen pájaros, mamíferos, e insectos. Los trabajos abundan en la historia de las exploraciones de las plantas, y las biografías de los botánicos, horticultores, y los artistas ilustradores botánicos. Los catálogos históricos y los actuales de los viveros, que se encuentran en la biblioteca atraeran nuestro interés.
La "The Library's Suzette Morton Davidson Special Collections" contiene los libros, las ilustraciones, los catálogos de los viveros históricos, los dibujos de paisaje, las fotografías, las cartas, los mapas y los documentos institucionales. Los papeles, las fotografías, los manuscritos y otros documentos de May T. Watts, Jens Jensen, Marshall Johnson,O.C. Simonds y Donald Culross Peattieson quienes también forman parte de las colecciones especiales.
"The Sterling Morton Library" es miembro del concejo de las "Botanical and Horticultural Libraries" (CBHL)"Bibliotecas de Botánica y Horticultura) .